# Trouveresse

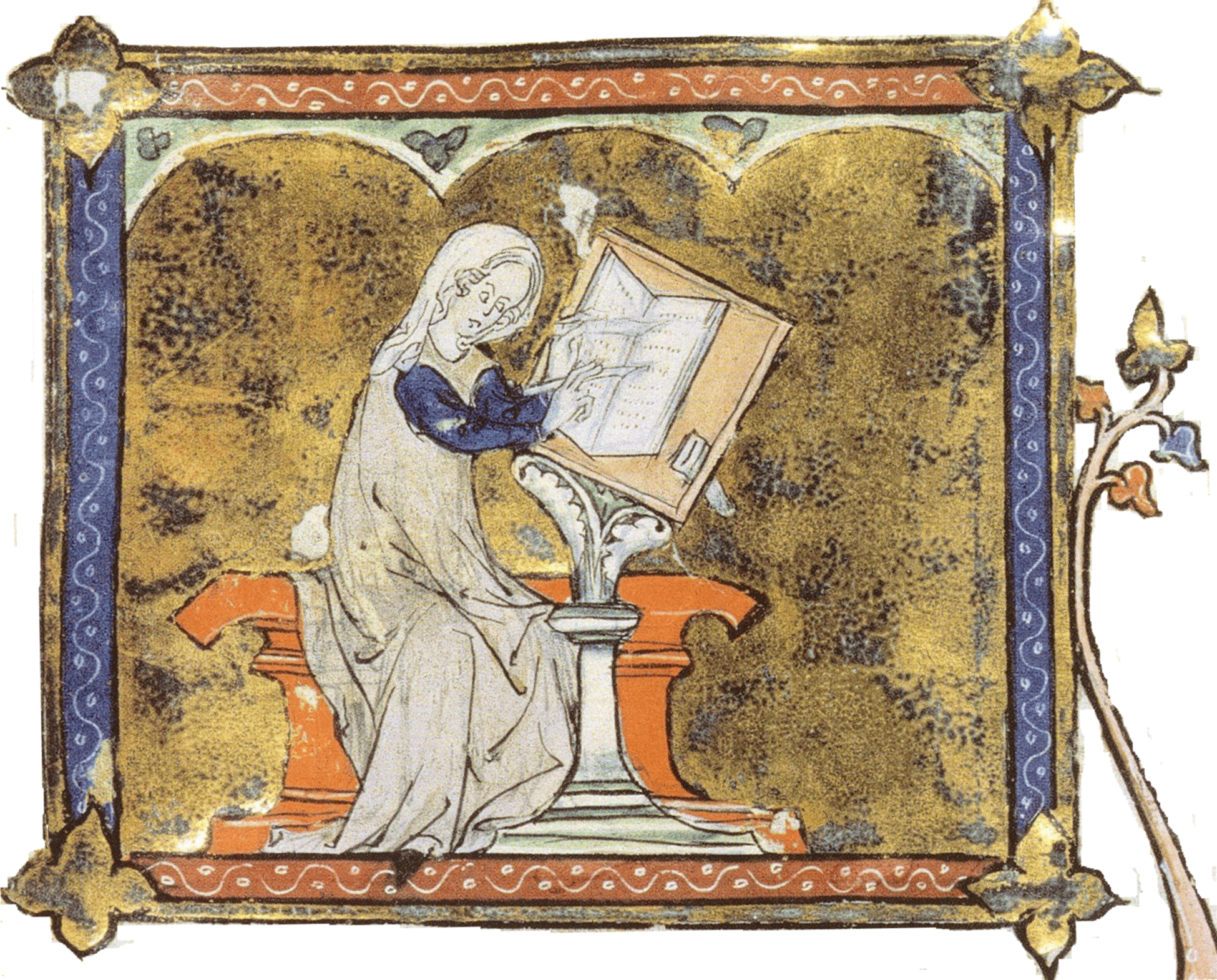
Enluminure représentant Marie de France, Paris, BnF, Bibliothèque de l'Arsenal, Ms. 3142, 256.

Une trouveresse (féminin de trouvère) est une poétesse et compositrice de langue d'oïl au Moyen Âge.

## Histoire
Dans l'histoire de la musique occidentale, les chants des trouveresses et des trobairitz sont les plus anciennes sources écrites de musique profane composée par des femmes.
En Provence, les trobairitz exerçaient conjointement avec les troubadours mais, si ces derniers pouvaient appartenir à différentes couches sociales de la population (avec tout de même une représentation plus importante des hautes couches sociales), les trobairitz étaient généralement issues de la noblesse. Pour la période allant de 1150 à 1250, une vingtaine de noms de ces poétesses compositrices est connu, le plus célèbre alors semblant être la comtesse de Die, dont une chanson nous est parvenue avec sa mélodie : A chantar m'er de so qu'ieu non volria.
Si dans l'aire linguistique allemande aucun nom de Minnesängerin ne s'est transmis, dans le Nord de la France les trouveresses, parallèlement à leurs collègues masculins, exerçaient des activités de poétesses, compositrices et musiciennes. Parmi les plus renommées figurent par exemple Maroie de Dregnau de Lille, Dame Margot, Dame de Fayel ou Agnès de Navarre-Champagne, comtesse de Foix.

## Quelques trouveresses
- Agnès de Navarre-Champagne, dame de Foix[5]
- Agnès de Bragelongne (vivant sous Philippe-Auguste) qui dans le “poëme de Gabrielle de Vergy” utilise pour la première fois rimes masculines et féminines en alternance[6]
- Doete de Troyes
- Marguerite de Champagne, duchesse de Lorraine (1244-1306)[7] : "par maintes fois aurai esteit requise" (un planh ou plainte funèbre)[8] et une aubette (chanson d'aube) “Un petit devant lo jor”
- Marie de France (fl. 1160-1210)[9]
- Maroie de Diergnau (de Diergnau ou Dregnan (Lille) : "Mout m'abelist quant je voi revenir..."[10],[11] ; avec Dame Margot, elle a écrit un jeu parti : "Je vous pri, Dame Maroie"[12],[13],[14]
- Muse an Borse : "Fine amors m'aprent à chanter"[15], "Le tens d'esté et mais et violette"[16]
- Rose de Créqui, Rose d'Estrées et Flore de Rose[17] : ces trois sont sujettes à caution, car rattachées à Barbe de Verrue qui serait une écrivaine fictive.
- Sainte des Prés (ou des Prez)[18],[19]
- Dame de la Chaucie a écrit un jeu parti avec Sainte des Prez : "Que ferai-je, dame de la Chaucie ?"[12]
- La dame du Fayel ; plus connue de par le Roman du châtelain de Coucy et de la dame de Fayel, on lui attribue "Chanterai por mon corage"[20] ; cependant selon les sources, la dame du Fayel serait une auteure fictive, et cette chanson serait de Guyot de Dijon[21],[22].
- La dame de Gosnay[23]

## Discographie
- Ensemble Perceval, La chanson d'ami : chansons de femmes XII et XIII siècles (Arion, 1994)[24].